# Norvégia az 1988. évi nyári olimpiai játékokon
Norvégia a dél-koreai Szöulban megrendezett 1988. évi nyári olimpiai játékok egyik részt vevő nemzete volt. Az országot az olimpián 11 sportágban 69 sportoló képviselte, akik összesen 5 érmet szereztek.

## Érmesek
| Érem  | Versenyző | Sportág       | Versenyszám           |
| ----- | --- | ------------- | --------------------- |
| Arany | Jon Rønningen | Birkózás      | Kötöttfogás, 52 kg    |
| Arany | Tor Heiestad | Sportlövészet | Férfi futócéllövészet |
| Ezüst | Lars Bjønnes Vetle Vinje Rolf Thorsen Alf Hansen | Evezés        | Férfi négypárevezős   |
| Ezüst | Nemzeti válogatott Vibeke Johnsen Cathrine Svendsen Heidi Sundal Hanne Hegh Hanne Hogness Karin Singstad Trine Haltvik Berit Digre Ingrid Steen Karin Pettersen Annette Skotvoll Kristin Midthun Marte Eliasson Kjerstin Andersen | Kézilabda     | Női                   |
| Ezüst | Erik Bjørkum Ole Petter Pollen | Vitorlázás    | Repülő hollandi       |

## Atlétika
Férfi
| Versenyző       | Versenyszám     | Előfutam      | Előfutam      | Előfutam      | Elődöntő | Elődöntő | Elődöntő | Döntő         | Döntő         |
| Versenyző       | Versenyszám     | Idő           | Hely.         | Össz.         | Idő      | Hely.    | Össz.    | Idő           | Helyezés      |
| --------------- | --------------- | ------------- | ------------- | ------------- | -------- | -------- | -------- | ------------- | ------------- |
| Lars Ove Strømø | 5000 m          | nem ért célba | nem ért célba | nem ért célba | kiesett  | kiesett  | kiesett  | kiesett       | kiesett       |
| John Halvorsen  | 10 000 m        | 28:22,25      | 11.           | 13.           |          |          |          | 28:29,21      | 16.           |
| Geir Kvernmo    | Maraton         |               |               |               |          |          |          | nem ért célba | nem ért célba |
| Erling Andersen | 20 km gyaloglás |               |               |               |          |          |          | 1:23:30       | 22.           |
| Erling Andersen | 50 km gyaloglás |               |               |               |          |          |          | nem ért célba | nem ért célba |

| Versenyző         | Versenyszám   | Selejtező | Selejtező | Döntő    | Döntő    |
| Versenyző         | Versenyszám   | Eredmény  | Helyezés  | Eredmény | Helyezés |
| ----------------- | ------------- | --------- | --------- | -------- | -------- |
| Georg Andersen    | Súlylökés     | 20,05 m   | 9.        | 19,91 m  | 10.      |
| Knut Hjeltnes     | Diszkoszvetés | 63,50 m   | 4.        | 64,94 m  | 7.       |
| Svein-Inge Valvik | Diszkoszvetés | 60,64 m   | 14.       | kiesett  | kiesett  |

Női
| Versenyző          | Versenyszám | Előfutam | Előfutam | Előfutam | Döntő         | Döntő         |
| Versenyző          | Versenyszám | Idő      | Hely.    | Össz.    | Idő           | Helyezés      |
| ------------------ | ----------- | -------- | -------- | -------- | ------------- | ------------- |
| Ingrid Kristiansen | 10 000 m    | 31:44,69 | 1.       | 1.       | nem ért célba | nem ért célba |
| Sissel Grottenberg | Maraton     |          |          |          | 2:38:17       | 36.           |
| Grete Waitz        | Maraton     |          |          |          | nem ért célba | nem ért célba |
| Bente Moe          | Maraton     |          |          |          | nem ért célba | nem ért célba |

| Versenyző       | Versenyszám   | Selejtező | Selejtező | Döntő    | Döntő    |
| Versenyző       | Versenyszám   | Eredmény  | Helyezés  | Eredmény | Helyezés |
| --------------- | ------------- | --------- | --------- | -------- | -------- |
| Trine Hattestad | Gerelyhajítás | 58,82 m   | 18.       | kiesett  | kiesett  |

## Birkózás
Kötöttfogású
| Versenyző      | Versenyszám | Vigaszágas kiesés | Vigaszágas kiesés | Helyosztók               | Helyosztók        | Bronz- mérkőzés                         | Döntő                         | Helyezés    |
| Versenyző      | Versenyszám | Vigaszágas kiesés | Vigaszágas kiesés | 7. helyért               | 5. helyért        | Bronz- mérkőzés                         | Döntő                         | Helyezés    |
| Versenyző      | Versenyszám | Ellenfél Eredmény | Hely.             | Ellenfél Eredmény        | Ellenfél Eredmény | Ellenfél Eredmény                       | Ellenfél Eredmény             | Helyezés    |
| -------------- | ----------- | --- | ----------------- | ------------------------ | ----------------- | --------------------------------------- | ----------------------------- | ----------- |
| Lars Rønningen | 48 kg       | A csoport · Vincenzo Maenza (ITA) · 0–11 · Mark Fuller (USA) · 6–4 · Bratan Cenov (BUL) · 4–16                                                                                               | 6.                | kiesett                  | kiesett           | kiesett                                 | kiesett                       | helyezetlen |
| Jon Rønningen  | 52 kg       | B csoport · Shawn Sheldon (USA) · 4–1 · Roman Kierpacz (POL) · 6–5 · Vadász Csaba (HUN) · 6–0 · a 4. fordulóban erőnyerő · I Dzseszok (Lee Jae-Seok) (KOR) · 5–1 · a 6. fordulóban erőnyerő  | 1.                |                          |                   |                                         | Mijahara Acudzsi (JPN) · 12–7 |             |
| Ronny Sigde    | 57 kg       | A csoport · Ahad Pazach (IRI) · kétvállas · Ho Bjongho (Heo Byeong-Ho) (KOR) · 0–19 · Anthony Amado (USA) · 7–10                                                                             | 7.                | kiesett                  | kiesett           | kiesett                                 | kiesett                       | helyezetlen |
| Morten Brekke  | 68 kg       | A csoport · Kim Szongmun (Kim Seong-Mun) (KOR) · 0–5 · Abdullah Al-Shamsi (YAR) · 17–0 · Zouheir Hory (SYR) · passzivitás · Herminio Hidalgo (PAN) · 4–1 · Tapio Sipilä (FIN) · 0–2          | 4.                | Repka Attila (HUN) · 6–5 |                   |                                         |                               | 7.          |
| Stig Kleven    | 82 kg       | A csoport · Magnus Fredriksson (SWE) · 3–1 · a 2. fordulóban erőnyerő · Roger Gößner (FRG) · passzivitás · John Morgan (USA) · 3–2 · az 5. fordulóban erőnyerő · Komáromi Tibor (HUN) · 0–10 | 2.                |                          |                   | Kim Szanggju (Kim Sang-Gyu) (KOR) · 5–6 |                               | 4.          |

## Evezés
Férfi
| Versenyző                                        | Versenyszám              | Előfutam | Előfutam | Vigaszág | Vigaszág | Elődöntő | Elődöntő | Döntő   | Döntő   | Döntő   | Helyezés    |
| Versenyző                                        | Versenyszám              | Idő      | Hely.    | Idő      | Hely.    | Idő      | Hely.    | Típus   | Idő     | Hely.   | Helyezés    |
| ------------------------------------------------ | ------------------------ | -------- | -------- | -------- | -------- | -------- | -------- | ------- | ------- | ------- | ----------- |
| Per Sætersdal Kjell Voll                         | Kétpárevezős             | 6:18,63  | 2.       | 6:41,15  | 2.       | 6:24,87  | 4.       | B       | 7:09,42 | 5.      | 11.         |
| Audun Hadler-Olsen Tore Øvrebø Ole Andreassen    | Kormányos nélküli kettes | 7:05,78  | 6.       | 7:20,88  | 5.       | kiesett  | kiesett  | kiesett | kiesett | kiesett | helyezetlen |
| Lars Bjønnes Vetle Vinje Rolf Thorsen Alf Hansen | Négypárevezős            | 5:51,60  | 1.       |          |          | 5:53,18  | 1.       | A       | 5:55,08 | 2.      |             |

## Kajak-kenu
Férfi
| Versenyző                                                        | Versenyszám         | Előfutam | Előfutam | Előfutam | Vigaszág | Vigaszág | Vigaszág | Elődöntő      | Elődöntő      | Elődöntő      | Döntő   | Döntő    |
| Versenyző                                                        | Versenyszám         | Idő      | Hely.    | Össz.    | Idő      | Hely.    | Össz.    | Idő           | Hely.         | Össz.         | Idő     | Helyezés |
| ---------------------------------------------------------------- | ------------------- | -------- | -------- | -------- | -------- | -------- | -------- | ------------- | ------------- | ------------- | ------- | -------- |
| Einar Rasmussen                                                  | Kajak egyes 500 m   | 1:44,50  | 2.       | 6.       | erőnyerő | erőnyerő | erőnyerő | 1:45,15       | 4.            | 9.            | kiesett | kiesett  |
| Morten Ivarsen                                                   | Kajak egyes 1000 m  | 3:43,10  | 2.       | 5.       | erőnyerő | erőnyerő | erőnyerő | 3:41,86       | 2.            | 6.            | 3:59,18 | 8.       |
| Svein Egil Solvang Harald Amundsen                               | Kajak kettes 1000 m | 3:36,85  | 7.       | 17.      | 3:32,07  | 4.       | 5.       | 3:25,00       | 3.            | 3.            | 3:38,16 | 8.       |
| Knut Holmann Morten Ivarsen Arne B. Sletsjøe Arne Johan Almeland | Kajak négyes 1000 m | 3:01,54  | 3.       | 3.       | erőnyerő | erőnyerő | erőnyerő | nem ért célba | nem ért célba | nem ért célba | kiesett | kiesett  |

## Kerékpározás

### Országúti kerékpározás
Férfi
| Versenyző       | Versenyszám   | Idő             | Helyezés |
| --------------- | ------------- | --------------- | -------- |
| Atle Pedersen   | Mezőnyverseny | 4:32:46 (+0:24) | 13.      |
| Erik Johan Sæbø | Mezőnyverseny | 4:32:56 (+0:34) | 27.      |
| Geir Dahlen     | Mezőnyverseny | 4:32:56 (+0:34) | 68.      |

Női
| Versenyző        | Versenyszám   | Idő             | Helyezés |
| ---------------- | ------------- | --------------- | -------- |
| Unni Larsen      | Mezőnyverseny | 2:00:52 (+0:00) | 20.      |
| Astrid Danielsen | Mezőnyverseny | 2:00:52 (+0:00) | 35.      |

## Kézilabda

### Női
| Norvég női kézilabdacsapat-játékoskeret                                                                           | Norvég női kézilabdacsapat-játékoskeret                                                                                  |
| --- | --- |
| - Vibeke Johnsen - Cathrine Svendsen - Heidi Sundal - Hanne Hegh - Hanne Hogness - Karin Singstad - Trine Haltvik | - Berit Digre - Ingrid Steen - Karin Pettersen - Annette Skotvoll - Kristin Midthun - Marte Eliasson - Kjerstin Andersen |

#### Eredmények
Csoportkör
B csoport
| Csapat                 | M | Gy | D | V | G+ | G–  | Gk  | P |
| ---------------------- | - | -- | - | - | -- | --- | --- | - |
| Szovjetunió (URS)      | 3 | 2  | 1 | 0 | 75 | 49  | +26 | 5 |
| Norvégia (NOR)         | 3 | 2  | 1 | 0 | 75 | 53  | +22 | 5 |
| Kína (CHN)             | 3 | 1  | 0 | 2 | 76 | 58  | +18 | 2 |
| Elefántcsontpart (CIV) | 3 | 0  | 0 | 3 | 37 | 103 | –66 | 0 |

| 1988. szeptember 21. 15:30 | Norvégia (NOR) | 34–14 | Elefántcsontpart (CIV) |  |
| 1988. szeptember 21. 15:30 | (15–8)         |       |                        |  |
| 1988. szeptember 21. 15:30 |                |       |                        |  |

| 1988. szeptember 23. 15:30 | Norvégia (NOR) | 22–20 | Kína (CHN) |  |
| 1988. szeptember 23. 15:30 | (12–10)        |       |            |  |
| 1988. szeptember 23. 15:30 |                |       |            |  |

| 1988. szeptember 25. 11:30 | Szovjetunió (URS) | 19–19 | Norvégia (NOR) |  |
| 1988. szeptember 25. 11:30 | (13–10)           |       |                |  |
| 1988. szeptember 25. 11:30 |                   |       |                |  |

Négyes döntő
| Csapat            | M | Gy | D | V | G+ | G– | Gk | P |
| ----------------- | - | -- | - | - | -- | -- | -- | - |
| Dél-Korea (KOR)   | 3 | 2  | 0 | 1 | 63 | 61 | +2 | 4 |
| Norvégia (NOR)    | 3 | 1  | 1 | 1 | 59 | 57 | +2 | 3 |
| Szovjetunió (URS) | 3 | 1  | 1 | 1 | 56 | 55 | +1 | 3 |
| Jugoszlávia (YUG) | 3 | 1  | 0 | 2 | 52 | 57 | –5 | 2 |

| 1988. szeptember 27. 15:30 | Dél-Korea (KOR) | 23–20 | Norvégia (NOR) |  |
| 1988. szeptember 27. 15:30 | (10–9)          |       |                |  |
| 1988. szeptember 27. 15:30 |                 |       |                |  |

| 1988. szeptember 29. 11:30 | Jugoszlávia (YUG) | 15–20 | Norvégia (NOR) |  |
| 1988. szeptember 29. 11:30 | (10–9)            |       |                |  |
| 1988. szeptember 29. 11:30 |                   |       |                |  |

| Csapat         | Helyezés |
| -------------- | -------- |
| Norvégia (NOR) |          |

## Lovaglás
Díjugratás
| Versenyző  | Ló       | Versenyszám | Selejtező | Selejtező | Selejtező | Selejtező | Döntő   | Döntő   | Döntő   | Döntő   | Döntő    |
| Versenyző  | Ló       | Versenyszám | 1. kör    | 2. kör    | Össz.     | Össz.     | 1. kör  | 1. kör  | 2. kör  | Össz.   | Össz.    |
| Versenyző  | Ló       | Versenyszám | Pont      | Pont      | Pont      | Hely.     | Pont    | Hely.   | Pont    | Pont    | Helyezés |
| ---------- | -------- | ----------- | --------- | --------- | --------- | --------- | ------- | ------- | ------- | ------- | -------- |
| Ove Hansen | Sancerre | Egyéni      | 38,00     | 22,00     | 60,00     | 46.       | kiesett | kiesett | kiesett | kiesett | kiesett  |

## Műugrás
Női
| Versenyző     | Versenyszám        | Selejtező | Selejtező | Döntő  | Döntő    |
| Versenyző     | Versenyszám        | Pont      | Helyezés  | Pont   | Helyezés |
| ------------- | ------------------ | --------- | --------- | ------ | -------- |
| Kamilla Gamme | Egyéni toronyugrás | 356,73    | 11.       | 366,45 | 7.       |

## Sportlövészet
Férfi
| Versenyző       | Versenyszám           | Selejtező | Selejtező | Döntő   | Döntő    |
| Versenyző       | Versenyszám           | Pont      | Helyezés  | Pont    | Helyezés |
| --------------- | --------------------- | --------- | --------- | ------- | -------- |
| Harald Stenvaag | Légpuska              | 591       | 4.        | 692,0   | 5.       |
| Harald Stenvaag | Sportpuska, összetett | 1173      | 5.        | 1271,7  | 7.       |
| Geir Skirbekk   | Sportpuska, összetett | 1170      | 11.       | kiesett | kiesett  |
| Geir Skirbekk   | Sportpuska, fekvő     | 588       | 47.       | kiesett | kiesett  |
| Jan Gundersrud  | Sportpuska, fekvő     | 596       | 9.        | kiesett | kiesett  |
| Jan Gundersrud  | Légpuska              | 587       | 17.       | kiesett | kiesett  |
| Tor Heiestad    | Futócéllövészet       | 591       | 1.        | 689     |          |

Női
| Versenyző       | Versenyszám           | Selejtező | Selejtező | Döntő   | Döntő    |
| Versenyző       | Versenyszám           | Pont      | Helyezés  | Pont    | Helyezés |
| --------------- | --------------------- | --------- | --------- | ------- | -------- |
| Siri Landsem    | Sportpuska, összetett | 556       | 37.       | kiesett | kiesett  |
| Siri Landsem    | Légpuska              | 382       | 36.       | kiesett | kiesett  |
| May Irene Olsen | Légpuska              | 379       | 39.       | kiesett | kiesett  |
| May Irene Olsen | Sportpuska, összetett | 579       | 13.       | kiesett | kiesett  |

## Úszás
Férfi
| Versenyző       | Versenyszám | Előfutam | Előfutam | Előfutam | Döntő   | Döntő   | Döntő   | Helyezés |
| Versenyző       | Versenyszám | Idő      | Hely.    | Össz.    | Típus   | Idő     | Hely.   | Helyezés |
| --------------- | ----------- | -------- | -------- | -------- | ------- | ------- | ------- | -------- |
| Jan-Erick Olsen | 100 m mell  | 1:05,54  | 8.       | 38.      | kiesett | kiesett | kiesett | kiesett  |
| Jan-Erick Olsen | 200 m mell  | 2:26,70  | 8.       | 41.      | kiesett | kiesett | kiesett | kiesett  |

| Versenyző   | Versenyszám  | Előfutam | Előfutam | Előfutam | Döntő   | Döntő   | Döntő   | Helyezés |
| Versenyző   | Versenyszám  | Idő      | Hely.    | Össz.    | Típus   | Idő     | Hely.   | Helyezés |
| ----------- | ------------ | -------- | -------- | -------- | ------- | ------- | ------- | -------- |
| Irene Dalby | 400 m gyors  | 4:16,22  | 6.       | 17.      | kiesett | kiesett | kiesett | kiesett  |
| Irene Dalby | 800 m gyors  | 8:38,33  | 4.       | 10.      | kiesett | kiesett | kiesett | kiesett  |
| Irene Dalby | 400 m vegyes | 4:58,14  | 7.       | 22.      | kiesett | kiesett | kiesett | kiesett  |

## Vitorlázás
Férfi
| Versenyző                                 | Versenyszám    | Futam | Futam   | Futam | Futam  | Futam | Futam | Futam | Pontszám | Helyezés |
| Versenyző                                 | Versenyszám    | 1     | 2       | 3     | 4      | 5     | 6     | 7     | Pontszám | Helyezés |
| ----------------------------------------- | -------------- | ----- | ------- | ----- | ------ | ----- | ----- | ----- | -------- | -------- |
| Håkon Nissen-Lie                          | Divízió II     | 15,0  | (52,0*) | 8,0   | 22,0   | 18,0  | 24,0  | 52,0* | 139,0    | 21.      |
| Herman Horn Johannessen Karl-Einar Jensen | 470-es osztály | 19,0  | 19,0    | 16,0  | (20,0) | 15,0  | 16,0  | 11,7  | 96,7     | 13.      |

Nyílt
| Versenyző                             | Versenyszám     | Futam | Futam | Futam | Futam  | Futam    | Futam | Futam | Pontszám | Helyezés |
| Versenyző                             | Versenyszám     | 1     | 2     | 3     | 4      | 5        | 6     | 7     | Pontszám | Helyezés |
| ------------------------------------- | --------------- | ----- | ----- | ----- | ------ | -------- | ----- | ----- | -------- | -------- |
| Carl Erik Johannessen Per Arne Nilsen | Tornádó         | 5,7   | 10,0  | 16,0  | 18,0   | (30,0**) | 18,0  | 0,0   | 67,7     | 6.       |
| Erik Bjørkum Ole Petter Pollen        | Repülő hollandi | 5,7   | 10,0  | 5,7   | (21,0) | 3,0      | 10,0  | 3,0   | 37,4     |          |

* - kizárták

** - nem indult